# Lu You
Pour les articles homonymes, voir Lu.
Dans ce nom, le nom de famille, Lu, précède le nom personnel.

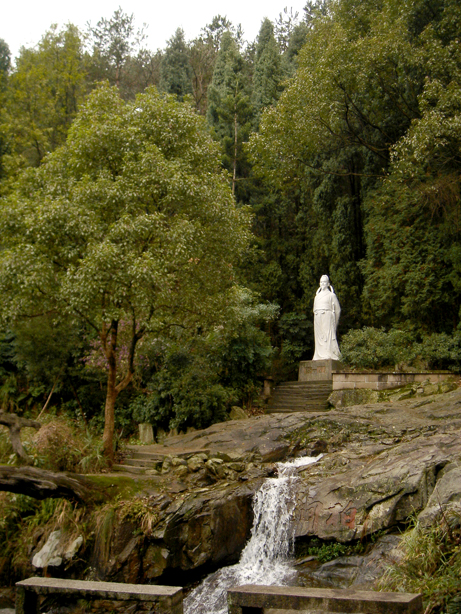
Statue en Fujian

Lu You (chinois simplifié : 陆游 ; chinois traditionnel : 陸游 ; pinyin : Lù Yóu, EFEO : Lou Yeou), né en 1125 et mort en 1210, est un poète chinois de la dynastie Song.
Il est surnommé (hao) Fangweng, « le Vieillard sans entraves ».

## Biographie
Lu You est né en 1125 à Shanyin (aujourd'hui Shaoxing) au Zhejiang, au temps où les Jin envahissent la Chine du Nord. Passionnément patriote, il veut s'engager contre les envahisseurs. Il obtient la première place au examens du ministère des Rites. Mais son opposition au traître Qin Kuai (en) lui vaut un bannissement qui ne prend fin qu'avec la mort de Qin. Ses critiques envers le général Zhang Jun (en) lui valent cette fois en 1161 d'être licencié. En 1170, il est en fonction au Sichuan, où il a enfin l'occasion de participer à la lutte contre l'envahisseur. Nommé dans la même province en 1175, il y côtoie Fan Chengda. Il occupe ensuite diverses fonctions au Fujian, au Jiangnan et au Jianxi, avant de prendre sa retraite. Il reprend la lutte une dernière fois lors de la campagne de Han Tuozhou, qui est un échec.
Il est aussi connu pour son mariage malheureux, sa mère l'ayant forcé à répudier son épouse.

## Œuvre
Le patriotisme a inspiré à Lu You plusieurs milliers de poèmes réguliers (shi) et ballades, qui en ont fait un poète très populaire. Il est aussi l'auteur de ci, au caractère plus léger.

## Poèmes
Tempête le 4 novembre (十一月四日风雨大作)
僵卧孤村不自哀，

尚思为国戍轮台。

夜阑卧听风吹雨，

铁马冰河入梦来。
M'allonge raide dans un hameau solitaire, sans aucun apitoiement sur soi.

Pense toujours me battre pour défendre la frontière de mon pays.

Tard dans la nuit, je me couche tout en entendant le vent qui souffle la pluie. 

Rêve de partir au champ de bataille sur le chevaux blindé en traversant la rivière gelée.
[style à revoir]
Ce poème a été écrit quand Lu était vieux et à la retraite, mais il brille avec son patriotisme et la représentation vivante des scènes de combat dans le Nord.

## Traductions
- Paul Demiéville (dir.), Anthologie de la poésie chinoise classique, Paris, Gallimard, Poésie, 1962  — Lou Yeou, p. 383-389
- (en) The Old Man Who Does as He Pleases: Poems and Prose by Lu Yu, trad. Burton Watson, Columbia University Press, 1973
- (en) Chun-shu Chang, Joan Smythe, South China in the Twelfth Century: A Translation of Lu Yu's Travel Diaries, July 3-December 6, 1170, 1980
- Jacques Pimpaneau, Anthologie de la littérature chinoise classique, Arles, Éditions Philippe Picquier, 2004  — Lu You, p. 473-476
- Vincent Durand-Dastès et Valérie Lavoix (dir.), Une robe de papier pour Xue Tao. Choix de textes inédits de littérature chinoise, espaces&signes, 2015  — Lu You, p. 9-13
- Loïc Aloisio, « Trois poèmes de Lu You sur le végétarisme », Impressions d'Extrême-Orient, no  5, 2015 [lire en ligne]